# Márcio Marabá
Márcio da Silva Gomes (São Miguel do Guamá, 7 de agosto de 1986), mais conhecido como Marabá, é um futebolista brasileiro que atua como volante.

## Títulos
Paysandu
- Campeonato Paraense: 2005

Flamengo
- Copa do Brasil: 2006
- Taça Guanabara: 2007
- Campeonato Carioca: 2007

São Raimundo
- Campeonato Brasileiro Série D: 2009

Lajeadense
- Recopa Gaúcha: 2015

Caxias
- Campeonato do Interior Gaúcho: 2017
- Taça Coronel Ewaldo Poeta: 2020